# Métabolite primaire
Un métabolite primaire est un type de métabolite qui est directement impliqué dans la croissance, le développement et la reproduction normale d'un organisme ou d'une cellule. Ce composé a généralement une fonction physiologique dans cet organisme, c'est-à-dire une fonction intrinsèque. Un métabolite primaire est souvent présent dans de nombreux organismes taxonomiquement éloignés. Il est également désigné par métabolite central, qui prend même le sens plus restrictif de métabolite présent dans tous les organismes ou cellules en croissance autonome.
Inversement, un métabolite secondaire n'est pas directement impliqué dans ces processus physiologiques fondamentaux (indispensables) d'un organisme, mais possède par exemple une fonction écologique importante, c'est-à-dire une fonction relationnelle. En général, un métabolite secondaire est présent dans un ensemble taxonomiquement restreint d'organismes (Plantes, Champignons, Bactéries...).